# Шлёгерис, Арвидас
Мариюс-Арвидас Броняус Шлегерис (Arvydas Šliogeris) (12.09.1944-18.12.2019) — литовский философ, академик.
Родился в Паневежисе в семье учителей: отец преподавал латынь и немецкий язык, мать — рисование и географию.
Окончил Паневежисскую школу № 2 (1962, с золотой медалью) и химико-технологический факультет Каунасского политехнического института (1967).
С 1970 года на философском факультете Вильнюсского университета: аспирант, ассистент, старший преподаватель, с 1979 г. доцент, с 1988 г. профессор, с 2012 г. эмеритированный профессор. Декан факультета (2003—2012).
В 1973 году защитил кандидатскую диссертацию:
- В. Соловьев и идеалистическая философия в Литве: диссертация … кандидата философских наук: 09.00.03. — Вильнюс, 1973. — 216 с.

В 1987 году защитил докторскую диссертацию:
- Онтологическая структура экзистенционального мышления и ее социально-предметные основы: историко-методологический анализ и критика иррационализма : диссертация … доктора философских наук: 09.00.03. — Вильнюс, 1985. — 389 с.

Сферы научных интересов: сущность и небытие, видение и мышление, природа языкового феномена, связь между чувственным опытом и языковым творчеством, нечеловеческий мир как место имманентных явлений трансцендентности, западная философия, немецкая философия, современное западное общество.
Известен также как публицист, автор газетных и журнальных статей.
Перевёл на литовский язык работы Карла Поппера, Мартина Хайдеггера, Георга Гегеля, Артура Шопенгауэра, Фридриха Ницше, Альберта Камю, Карла Маркса.
В 1992 году удостоен Литовской национальной премии в области культуры и искусства — за книги «Daiktas ir menas» (1988) и «Būtis ir pasaulis» (1990), в 2010 году — Литовской научной премии. С 2007 года член Академии наук Литвы.
Сочинения:
- Человеческий мир и экзистенциальное мышление / Арвидас Шлегерис. — Вильнюс : Минтис, 1985. — 277 с.; 20 см.
- Вещь и искусство: два этюда онтологии произведения искусства / Арвидас Шлегерис. — Вильнюс : Минтис, 1988. — 204,[3] с.; 20 см; ISBN 5-417-00254-2